# Marcin Szyszkowski
Marcin Szyszkowski herbu Ostoja (ur. 1554, zm. 30 kwietnia 1630) – książę siewierski, polski duchowny katolicki, biskup-koadiutor, następnie biskup łucki, płocki i krakowski.

## Życiorys
Urodził się w Iłży, w niezbyt zamożnej rodzinie, nauki pobierał najpierw u jezuitów w Kaliszu, a potem w Krakowie, Rzymie, Bolonii i Padwie. Wobec dużych zalet umysłu jak i serca szybko przebył kolejne stopnie kariery duchownej; był m.in. archidiakonem zawichojskim, proboszczem w Iłży, kanonikiem kapituły krakowskiej, kanclerzem biskupa krakowskiego Piotra Myszkowskiego, kustoszem sandomierskim. Otrzymał koadiutorię przy biskupie łuckim Stanisławie Gomolińskim (14 listopada 1603, ze stolicą tytularną Christopolis). Po śmierci tegoż biskupa w 1604 przeszedł na biskupstwo łuckie. 
Jako biskup płocki (od 18 lipca 1607) wniósł duże zasługi. W 1608 odbył synod diecezjalny. Przetłumaczył z włoskiego na łacinę katechizm Bellarmina. W roku 1616 ufundował kolegium jezuitów w Płocku i uposażył je. Zakończył budowę pałacu biskupiego, rozpoczętą jeszcze przez biskupa Baranowskiego. W Pułtusku odnowił zamek oraz założył bursę dla ubogich studentów, jak również postawił szpital dla ubogich. 
17 października 1616 przeniesiony na stolicę biskupią do Krakowa. Ingres do katedry odbył 3 czerwca 1617. Za jego rządów pojawiły się w Krakowie dwa nowe żeńskie zgromadzenia zakonne SS Dominikanek i Prezentek. Przy klasztorze Franciszkanów założył Arcybractwo Męki Pańskiej i wybudował dla niego kaplicę. W 1621 zwołał synod diecezjalny, w 1625 złożył w Stolicy Apostolskiej raport o stanie diecezji. W 1624 roku ufundował kościół - sanktuarium św. Karola Boromeusza na wzgórzu Karczówka pod Kielcami, gdzie w 1630 r. osadził zakon bernardynów. 
Przeciwnik reformacji, odzyskał z rąk protestantów 37 kościołów. W katedrze wawelskiej ufundował konfesję św. Stanisława, pod którą później został pochowany. W katedrze zachował się pomnik biskupa z czarnego marmuru autorstwa Giovanni Trevano.